# بوسو دا شين
بوسو دا شين (Poso de Chane) أو (Poso Chane (Chane Pool هي مستوطنة سابقة في مقاطعة فريسنو بولاية كاليفورنيا تقع حول بئر مائي بنفس الاسم، شمال غرب ملتقى كاليتوس كريك ولوس غاتوس كريك، على بعد 6 أميال (9.7 كم) شرق كولينجا وشمال غرب تلال جويجارال.

## التاريخ
كانت المنطقة عبارة عن بركة أو مجرى مائي في الاصل وكانت موقعًا لقرية من الأمريكيين الأصليين تسمى "Chane" من قبل الإسبان و "Udjiu" من قبل الأمريكيين الأصليين.
أصبح هذا الموقع إسبانيًا ولاحقًا مستوطنة زراعية مكسيكية تضم حوالي 12 عائلة، وهي المستوطنة الوحيدة في المنطقة.
في وقت لاحق جاء مستوطنون أمريكيون وبنوا متاجر ومنازل هناك. إلى جانب طريق قديم يربطها بالمناطق الأخرى.
بعد الغزو الأمريكي لكاليفورنيا استخدم اللصوص الخيول والماشية لنقل المسروقات إلى الأسواق الشمالية والجنوبية.
كانت المنطقة أيضًا إحدى الطرق المفضلًة لقطاع الطرق وغيرهم من الخارجين عن القانون للتنقل دون أن يلاحظهم أحد.
أصبحت المستوطنات الصغيرة المتناثرة على طول الطريق ملاجئ، وكانت بوسو الأكثر شهرة.
تدمرت المستوطنة في الطوفان العظيم عام 1862، عندما تم قطع قناة عميقة تستنزف المجرى المائي. ماتت الأرض والحدائق والكروم والأشجار المحيطة بها، وحولتها إلى مكان مقفر لتجبر السكان على تزويدها بالمياه عن طريق حفر الآبار.
بقيت المستوطنة لفترة من الزمن كمركز للرعاة وتربية الأغنام حتى سبعينيات القرن التاسع عشر. في عام 1875، جاء غوستاف كراينهاغن إلى بوسو وبدأ بفتحه متجرًا صغيرًا وفندقًا هناك.
في ذلك الوقت لم يكن هناك سوى ست عائلات أمريكية تعيش هناك. وكان الباقون من كاليفورنيا أو المكسيكيين الذين يعيشون في الغالب في الجبال أو في معسكرات الباعة في أماكن الري القليلة.
كما ذهب إلى تجارة الأغنام والماشية لبناء محطة قص الأغنام التي تعاملت مع ما يصل إلى 150.000 رأس من الأغنام في الزريبة العامة.
حيث كان غوستاف أيضًا أول من بدأ في رفع الحبوب على الجانب الغربي من وادي سان جواكين في مقاطعة فريسنو. وذهب أبناؤه، الذين نشأوا على الأرض التي يملكها غوستاف، إلى العمل في تجارة الماشية، وشكلوا شركتهم الخاصة باسم "Kreyenhagens" التي أصبحت أكبر شركة للماشية في مقاطعة فريسنو.
قاموا بتربية الأغنام والماشية، لكن في وقت لاحق تخلوا عن الأغنام ولم يربوا سوى بعض أنواع الماشية جنوب كولينجا.